# 52-я улица (Манхэттен)
52-я улица (англ. 52nd Street) — это улица в Нью-Йорке длиной 3100 метров с односторонним движением, пересекающая Мидтаун с запада на восток. Улица известна как городской центр джазовых концертов в период с 30-х до 50-х годов XX века.

## История
После отмены Сухого закона в 1933 году, 52-я улица стала джаз-улицей города (до этого ею считалась 133-я). В домах между Пятой авеню и Седьмой авеню стало появляться много джаз-клубов, и это место стало известно насыщенной уличной жизнью. Популярным жанром был свинг. В это же время на 52-й улице располагалась студия CBS.
В её расцвет с 1930-х до начала 1950-х годов, в клубах 52 улицы выступали такие звёзды джаза, как Майлс Дейвис, Диззи Гиллеспи, Билли Холидей, Телониус Монк, Чарли Паркер, Луи Прима, Арт Тэйтум, Фэтс Уоллер, Трамми Янг и многие другие. Несмотря на то что там играли музыканты из многих школ, 52-я улица была вторым после клуба Минтонс местом распространения бибопа. Фактически, мелодия, называемая «Темой 52-й улицы» и написанная Телониусом Монком, стала гимном бибопа и джаза.

## Клубы
Практически каждый известный джаз-исполнитель играл в одном из клубов 52-й улицы.
52-я улица, между 6-й и 7-й авеню
- Kelly’s Stable, Западная 52-я улица, 137
- The Hickory House, Западная 52-я улица, 144

52-я улица, между 5-й и 6-й авеню
- 21 Club, Западная 52-я улица, 21
- Leon & Eddie’s, Западная 52-я улица, 33
- The Famous Door

(март 1935 — май 1936) Западная 52-я улица, 35
(декабрь 1937 — ноябрь 1943) Западная 52-я улица, 66
(ноябрь 1943 — 1944) Западная 52-я улица, 201
(1947—1950) Западная 52-я улица, 56
- Jimmy Ryan’s

(1934—1962) Западная 52-я улица, 53
(1962—1983) Западная 54-я улица, 154
- Spotlight Club

Западная 52-я улица, 56
- Club Samoa

(1940—1943) Западная 52-я улица, 62
В 1943 стал стрип-клубом
- The Onyx

(1927—1933) Западная 52-я улица, 35 (в собственности Джо Хельбока)
(1933—1937) Западная 52-я улица, 72 (в собственности Джо Хельбока)
(1937—1939) Западная 52-я улица, 62 (в собственности Джо Хельбока и других)
(1942—1949) Западная 52-я улица, 57 (не связанные с Onyx)
В 1949 стал стрип-клубом
- Yacht Club

Западная 52-я улица, 66
- Club Downbeat

Западная 52-я улица, 66
- Club Carousel

Западная 52-я улица, 66
- 3 Deuces

Западная 52-я улица, 72